# Tulu Nadu
Tulu Nadu, chiamato anche Tulunaad, è una regione nella costa sud-occidentale dell'India.
Il popolo Tulu, conosciuto come 'Tuluva' (plurale 'Tuluver'), parlanti la Lingua Tulu, una lingua dravidica,  sono il gruppo etnico preponderante di questa regione Il Canara Meridionale, un quartiere antico, che comprende il territorio indiviso del contemporaneo Udupi, Dakshina Kannada, e i distretti di Kasaragod, formano l'area culturale dei Tuluver.
Storicamente il Tulu Nadu è circondato dal fiume Gangavalli (distretto del Canara Settentrionale ) a nord e il fiume Payaswini (Kasaragod taluka) a sud.. Oggi,il Tulu Nadu è composto dai distretti Udupi e dai distretti di Dakshina Kannada del Karnataka, e delle parti settentrionali del Kerala fino al fiume Chandragiri.
Questa regione non è ufficialmente un'entità amministrativa Sebbene il  movimento per lo stato del Tulu Nadu sta guadagnando consenso da quando fu emanata la legge sulla riorganizzazione degli stati del 1956.
Mangalore sarebbe la capitale del Tulu Nadu. Udupi e Kasaragod sarebbero le altre importanti città della regione.